# آرماندو ملگار
آرماندو ملگار (اسپانیایی: Armando Melgar‎؛ زادهٔ ۲۵ نوامبر ۱۹۴۵) بازیکن فوتبال اهل گواتمالا بود.
از باشگاه‌هایی که در آن بازی کرده است می‌توان به باشگاه فوتبال مونیسیپال اشاره کرد.
وی همچنین در تیم ملی فوتبال گواتمالا بازی کرده است.